# Брилові гори
Бри́лові го́ри (скидові гори) — гори тектонічного походження, рельєф яких зумовлений, переважно, диференційованими рухами окремих брил земної кори, роздробленої розломами. 
Утворюються в результаті розламуванні товщ гірських порід земної кори на окремі блоки та їх підняттям на різну висоту. Виникають, як правило, там, де породи в результаті тривалого і складного розвитку втратили свою пластичність (консолідувалися) і під дією ендогенних сил поводяться як крихке тіло, розколюючись на блоки. Розломи, що розділяють брили, можуть мати глибину від 1—3 км до кількох десятків кілометрів, вони можуть бути вертикальними (скиди) або похилими (насування). В рельєфі розломи виражені або уступами, або лінійними долинами, розробленими ерозією.
Здебільшого брилові гори мають рівнинну або хвилясту поверхню і круті схили, для них характерні круті схили і порівняно рідкісне розчленування. Якщо підняті брили в цілому утворюють полого-опуклу форму, такі гори називають склепінчасто-брилові. 
До брилових гір належать Кримські гори.